# Klemspanning
De klemspanning van een elektrische energiebron, zoals een batterij, een accu of een generator, is de elektrische spanning tussen de polen terwijl de bron belast wordt. De klemspanning is gelijk aan het verschil tussen de bronspanning en het inwendige spanningsverlies dat het product is van de inwendige weerstand van de spanningsbron en de geleverde elektrische stroom.
De klemspanning is nooit hoger dan de bronspanning. Bij bijvoorbeeld een zonnepaneel is de klemspanning ca. 25V, terwijl de bronspanning 37V is. In de praktijk wordt de klemspanning gebruikt om te testen of een accu van een auto nog in voldoende conditie is. Als de accu onder een flinke belasting nog voldoende spanning geeft, houdt dat in dat de inwendige weerstand relatief laag is, wat aangeeft dat de accu in goede staat is.